# 阿卜杜勒·卡迪姆·扎卢姆
谢赫·阿卜杜勒·卡迪姆·本·优素福·本·尤尼斯·本·易卜拉欣·谢赫·扎卢姆（1924年—2003年4月29日）生于巴勒斯坦al-Khaleel（希伯伦），伊斯兰教学者及法官，1977年至2003年担任伊扎布特的埃米尔。

## 生平
1924年，扎卢姆出生在巴勒斯坦al-Khaleel（希伯伦）。15岁时，自al-Khaleel的易卜拉欣学校（al-Ibrahemia school）完成了初等教育。此后为了进一步求学，1939年，他的父亲决定送他去埃及开罗艾资哈尔大学接受伊斯兰教法学（Fiqh）教育。1942年，他获得了人生中第一个学位。1947年，又从沙里阿学院（Shari’a College，即伊斯兰教法学院）获得第二个学位。此后，他在1949年获得司法硕士学位（Master’s degree in Judiciary）。1949年，他被任命为伯利恒一所学校的教师，任期两年。
1951年，扎卢姆迁居al-Khaleel，在乌萨马·本·蒙齐兹学校（Osama Bin Munqiz School）担任教师。在这里，他于1952年结识了塔基丁·纳卜哈尼，并于1953年参加了伊扎布特。在塔基丁·纳卜哈尼1977年病逝后，他接任伊扎布特的埃米尔职务，成为这一跨国宗教组织的新最高领导人。他一直担任该职务直到2003年3月17日辞职。2003年4月29日，扎卢姆逝世，此时距离他辞去伊扎布特的埃米尔职务正好40天。